# Ронтеу
Ронтеу (рум. Rontău) — село у повіті Біхор у Румунії. Входить до складу комуни Синмартін.
Село розташоване на відстані 427 км на північний захід від Бухареста, 9 км на південний схід від Ораді, 124 км на захід від Клуж-Напоки.

## Населення
За даними перепису населення 2002 року у селі проживали 956 осіб.
Національний склад населення села:
| Національність | Кількість осіб | Відсоток |
| -------------- | -------------- | -------- |
| румуни         | 549            | 57,4%    |
| цигани         | 405            | 42,4%    |

Рідною мовою назвали:
| Мова      | Кількість осіб | Відсоток |
| --------- | -------------- | -------- |
| румунська | 550            | 57,5%    |
| циганська | 405            | 42,4%    |